# Guardia nazionale croata
La Guardia nazionale croata (in croato Zbor narodne garde, ZNG) fu il nome della prima e moderna forza militare della Croazia. Il 20 aprile 1991, presidente croato Franjo Tuđman, firmò il decreto di formazione della Guardia nazionale croata, che divenne la prima forza armata professionale con compiti di difesa e di formazione.
Queste forze, nell'ambito del Ministero degli interni croato e sotto il comando del Ministero di difesa croato, il 21 settembre formarono il comando della Guardia nazionale croata.